# Toyo Kogyo Soccer Club 1971
Questa voce raccoglie le informazioni riguardanti il Toyo Kogyo Soccer Club nelle competizioni ufficiali della stagione 1971.

## Stagione
Parzialmente rinnovato in alcuni settori di gioco e affidato alla guida tecnica di Kenzō Ōhashi dopo l'abbandono di Shimomura, il Tokyo Kogyo non riuscì a difendere il proprio titolo finendo invece invischiato nella lotta per l'accesso ai playoff promozione/salvezza, uscendone fuori solo grazie alla vittoria nello scontro diretto coi rivali del Nippon Kokan.

## Rosa
| N. |                     | Ruolo | Calciatore       |
| -- | ------------------- | ----- | ---------------- |
| 1  | Giappone (bandiera) | P     | Kōji Funamoto    |
|    | Giappone (bandiera) | D     | Junji Kawano     |
|    | Giappone (bandiera) | D     | Yosuke Niwa      |
|    | Giappone (bandiera) | D     | Hiroshi Yoshida  |
|    | Giappone (bandiera) | D     | Takeshi Ōno      |
|    | Giappone (bandiera) | D     | Tsuyoshi Kunieda |
|    | Giappone (bandiera) | D     | Hideo Ohara      |
|    | Giappone (bandiera) | D     | Kazuhiko Saeki   |
|    | Giappone (bandiera) | D     | Haruo Kotaki     |

| N. |                     | Ruolo | Calciatore         |
| -- | ------------------- | ----- | ------------------ |
|    | Giappone (bandiera) | D     | Tsuyoshi Kotaki    |
|    | Giappone (bandiera) | C     | Aritatsu Ogi       |
|    | Giappone (bandiera) | C     | Toyoharu Takata    |
|    | Giappone (bandiera) | C     | Teruo Nimura       |
|    | Giappone (bandiera) | C     | Teruyuki Horiguchi |
|    | Giappone (bandiera) | A     | Shinichi Yasuhara  |
|    | Giappone (bandiera) | A     | Ikuo Matsumoto     |
|    | Giappone (bandiera) | A     | Yasuyuki Kuwahara  |
|    | Giappone (bandiera) | A     | Kunishige Tanimoto |

## Statistiche

### Statistiche di squadra
| Competizione        | Punti | Totale | Totale | Totale | Totale | Totale | Totale | DR |
| Competizione        | Punti | G      | V      | N      | P      | Gf     | Gs     | DR |
| ------------------- | ----- | ------ | ------ | ------ | ------ | ------ | ------ | -- |
| Japan Soccer League | 10    | 14     | 3      | 4      | 7      | 11     | 17     | -6 |